# 成田よしお
よし☆ヲ（12月24日 - ）は、日本のイラストレーター。男性。福井県鯖江市出身。東京在住。ペンネームの「☆」の部分はハート他の記号に変わる場合がある。
同人サークル「あずまや松風」を主宰。

## 主な作品
挿画
- ストーンヒートクレイジー（三上康明・著、スーパーダッシュ文庫）
- 学園カゲキ!（山川進・著、ガガガ文庫）
- ペイン・キャプチャー（渡部狛・著、電撃文庫）
- プロジェクトMP（番棚葵・著、スーパーダッシュ文庫）
- 魔弾の王と戦姫（川口士・著、MF文庫J）※第8巻まで[1]。

原画
- Strawberry Feels 〜ストロベリー・フィールズ〜（Rose Liese）